# Cima di Garina
La Cima di Garina (2.780,3 m s.l.m.) è una montagna delle Alpi Lepontine.

## Descrizione
Si trova in Svizzera al confine tra il Canton Ticino ed il Canton Grigioni, poco distante dal Lago Retico.